# Amenokal
Amenokal és un títol tuareg.
Es dona a tot cap polític que no està supeditat a cap altre. Per assimilació es dona als caps d'estat estrangers, als caps europeus de grau elevat i als membres de certes famílies nobles.
Al Sàhara es dona al caps de grups tribals, però a l'Ahaggar només el porta el cap suprem de les confederacions. L'emblema de l'amenokal és un timbal; les seves funcions principals antigament eren les de cap de guerra però en temps de pau fa funciona judicials i d'arbitratge, i es cuida de les relacions entre tribus; una assemblea de notables el controla en les seves decisions i el pot destituir.